# Emmanuelle Mottaz
Emmanuelle Françoise Mottaz (* 19. Juli 1963 in Paris; † 16. März 2023 ebenda) war eine französische Sängerin, Drehbuchautorin und Fotografin, die üblicherweise unter ihrem Vornamen Emmanuelle auftrat und ihre größten Erfolge in den späten 1980er-Jahren hatte. Sie arbeitete fast zwei Jahrzehnte lang für das Medienunternehmen AB Groupe.

## Biografische Angaben
Mottaz wurde 1963 im 14. Arrondissement von Paris geboren. Dort lebte sie bis zu ihrem Tod. In den letzten Jahren unterhielt sie außerdem einen Wohnsitz auf Ibiza.
Mottaz starb nach längerer Krankheit 59-jährig im März 2023 in ihrer Heimatstadt. Sie wurde auf dem Pariser Friedhof Père-Lachaise beigesetzt.

## Beruflicher Werdegang

### Die AB-Jahre
Emmanuelle Mottaz’ Karriere ist eng mit dem französischen Medienunternehmen AB Groupe und seinem Mitinhaber Jean-Luc Azoulay verbunden.
1985 wurde Mottaz von Azoulay unter Vertrag genommen, der sie zunächst als Sängerin etablieren wollte. Bis 1992 produzierte er mit ihr vier Alben und zwölf Singles, die ausnahmslos unter dem Namen Emanuelle veröffentlicht wurden.
1987 stieg die AB Groupe zusammen mit der Entertainerin Dorothée und dem Sender TF1 in die Fernsehunterhaltung ein. Das Unternehmen schuf unter maßgeblichem Einfluss von Azoulay im folgenden Jahrzehnt für jugendliche Zuschauer eine ganze Reihe formal eigenständiger, aber untereinander verknüpfter Shows und Sitcoms mit teilweise gleichen Darstellern (sogenannte Crossover).  Die Zielgruppe dieser sehr erfolgreichen Produktionen wird in Frankreich als Génération AB bezeichnet. Emmanuelle Mottaz wurde nach Dorothée zu einem der ersten weiblichen Stars der Génération AB, zu denen später unter anderem auch Hélène Rollès, Camille Raymond, Manuela Lopez und Ariane Carletti gehörten. Sie hob sich von den anderen, meist deutlich jüngeren AB-Stars ab, brachte „eine erwachsenere Note“ in die AB-Produktionen und zeigte eine unübliche Unabhängigkeit. Ein Nachruf bezeichnete sie als „das freie Elektron im AB-Universum.“

#### Sängerin
Mottaz’ erste Single war Je t’appelle de Macao. Sie erschien 1985 in Frankreich und blieb weitgehend unbeachtet. Im folgenden Jahr brachte Mottaz bei AB das von Azoulay geschriebene Lied Premier Baiser (deutsch: Erster Kuss) heraus, das zu ihrem größten Erfolg wurde. Das Lied, das thematisch und musikalisch eng an Françoise Hardys Erfolgschanson Tous les garçons et les filles von 1962 angelehnt war, wurde mehr als 600.000 Mal verkauft und erreichte 1986 Platz zwei in den französischen Single-Charts. Premier Baiser war zugleich der Titelsong von Mottaz’ erstem Album und wurde einige Jahre später auch zum Eröffnungslied der von AB produzierten Fernsehserie Premiers Baisers (deutsch: Erste Küsse), die von 1991 bis 1997 auf TF1 ausgestrahlt wurde.
1987 folgte mit Emmanuelle das zweite Studioalbum. Die Singleauskopplung Rien que toi pour m’endormir kam mit 300.000 verkauften Exemplaren auf Platz drei der französischen Charts.
Das dritte Studioalbum, das 1989 auf den Markt kam, war Tu seras à mes pieds (Poor rotten baby). Hier war Mottaz erstmals als Textautorin beteiligt. Das Album wurde in Frankreich, in Kanada und in China verkauft. AB produzierte auch eine englischsprachige Version; sie wurde aber nicht auf den Markt gebracht.
Mottaz’ letztes Album war Aquarelle et jeunes filles von 1992. Mit ihm setzte sich Mottaz textlich und auch melodisch von ihren früheren AB-Produktionen – und auch denen anderer AB-Stars – ab, die in erster Linie auf Heranwachsende und Jugendliche zugeschnitten waren. Aquarelle et jeunes filles enthält mit Love and Kiss und Perverses Caresses Titel, die ausdrücklich erotisch, verrucht und „dunkler“ sind als ihre früheren Stücke. Das Album erzielte keine Erfolge. Es gab Planungen für ein fünftes Album, sie wurden aber vor Beginn der Produktionsphase aufgegeben. Damit endete Mottaz’ Karriere als Sängerin.

#### Fernseh- und Konzertauftritte
Als die AB-Groupe Mitte der 1980er-Jahre mit Kinder- und Jugendprogrammen wie Club Dorothée (um „Dorothée“ Frédérique Hoschedé) und Jacky Show (um „Jacky“ Jacques Jakubowicz) ins Fernsehsegment expandierte, war Mottaz regelmäßig Gast in diesen Sendungen, was ihre Popularität steigerte und den Verkauf ihrer Schallplatten förderte.
Mottaz gab bis in die frühen 1990er-Jahre hinein Konzerte in Frankreich, aber auch in China, wo sie 1990 neben Dorothée auftrat.

#### Drehbuchautorin

Le Miracle de l’amour (1995–1996)

Etwa 1992 stellte Mottaz ihre Auftritte als Sängerin ein. Sie wechselte in den Produktionsbereich und arbeitete – nunmehr meist als „E. Mottaz“ – vor allem als Drehbuchautorin für verschiedene Sitcoms der AB-Gruppe. Von 1992 bis 2005 schrieb sie für Hélène et les Garçons, Premiers Baisers, Le Miel et les abeilles, Les Filles d’à côté, Le Miracle de l’amour et Les Vacances de l’amour.

### Nach AB
2005 beendete Mottaz die Tätigkeit für die AB Groupe. Zu dieser Zeit hatte ihr Entdecker Azoulay das Unternehmen bereits verlassen.
Ab 2005 schrieb und produzierte Mottaz eine Reihe von Kurzfilmen, die sie teilweise mit Jugendlichen verwirklichte. Außerdem war sie als Fotografin tätig. 2014 stellte sie ihre Arbeiten unter dem Titel Angels Bali in Paris aus.

## Diskografie

### Studioalben
- 1986: Premier Baiser (AB Disques)
- 1987: Emmanuelle (AB Disques)
- 1989: Tu seras à mes pieds (Poor rotten baby) (AB Disques)
- 1992: Aquarelle et jeunes filles (AB Disques)

### Singles
- 1985: Je t’appelle de Macao
- 1986: Premier Baiser
- 1987: Rien que toi pour m’endormir
- 1987: Ce ne’st qu’un voyou
- 1988: Et si un jour
- 1988: Tu seras à mes pieds
- 1989: Parce que c’est toi
- 1990: Poupée de bois
- 1991: Fantaisie
- 1992: Love and Kiss
- 1992: Aquarelle et jeunes filles
- 1993: Sur une plage en été
- 1994: Premier baiser